# Шевцов, Иван Саввич
Иван Саввич Шевцов (1 мая 1904, Середина-Буда, Черниговская губерния — сентябрь 1941) — советский государственный деятель, председатель Киевского городского совета рабочих, крестьянских и красноармейских депутатов в 1938—1940 годах, председатель исполнительного комитета Киевского городского совета депутатов трудящихся в 1940—1941 годах.

## Биография
Родился в г. Середина-Буда на Сумщине, детство провел в Киеве на Шулявке. Учился в одноклассной и выше-начальном железнодорожном училище. Впоследствии окончил Киевский железнодорожно-строительный техникум и строительный факультет Московского института инженеров транспорта.
Начал работать на Юго-Западной железной дороги в 1919 году. Прошёл путь до заместителя начальника строительства Дарницкого вагоноремонтного завода. Затем работал уполномоченным Промбанка СССР при Совете Народных Комиссаров УССР.
Член КП(б)У с 1927 года. Работал секретарем парторганизаций, а также внештатным инструктором райпарткома и горпарткома. В 1936—1938 годах работал в Дарницком районном комитете партии.
15 июля 1938 года избран председателем Киевского городского совета депутатов трудящихся, а в начале января 1940 года — первым председателем исполнительного комитета Киевского городского совета и работал на этой должности до начала Великой Отечественной войны.
Погиб в боях в окружении после 19 сентября 1941 года, когда советские войска оставили Киев.